# Bodor Zsigmond
Bodor Zsigmond, Kohn (Ipolyság, 1871. március 7. – Budapest, 1918. október 1.) orvos, újságíró.

## Élete
Bodor (Kohn) Vilmos és Ungár Rozália fia. A budapesti és bécsi egyetemeken tanult s miután orvosdoktori oklevelet nyert, az újságírói pályára lépett. Előbb a Neues Pester Journal fővárosi rovatának szerkesztője lett, majd a Magyar Híradó című kőnyomatosnak volt kiadója és szerkesztője. Tárcái könyvalakban is megjelentek. Több külföldi lapnak is munkatársa volt.
Házastársa Blau Szidónia (1877–1949) volt, dr. Blau István és Steiner Rozália lánya, akivel 1896. december 24-én kötött házasságot Budapesten.